# Justin Rose

Justin Peter Rose (Johannesburgo, Sudáfrica, 30 de julio de 1980) es un golfista británico. Ha estado ocho semanas como golfista número 3 en la clasificación mundial, 63 semanas entre los primeros cinco, 127 entre los primeros diez y 209 entre los primeros 20.
Rose obtuvo un major en su carrera, el Abierto de los Estados Unidos de 2013 en el prestigioso campo de Merion, resultando además quinto en la edición de 2003. También fue tercero en el Campeonato de la PGA de 2012 y cuarto en 2015, cuarto en el Abierto Británico de 1998, quinto en el Masters de Augusta de 2007 y segundo en el Masters de Augusta de 2015, 2017 y 2025.
Además de su major, el británico venció en el WGC-Campeonato Cadillac de 2012 y los Juegos Olímpicos de 2016, obtuvo el segundo puesto en el WGC-Bridgestone Invitational de 2007, el cuarto en el WGC-Bridgestone Invitational de 2014, el quinto en el WGC-Bridgestone Invitational de 2002 y 2012 y el WGC-HSBC Champions de 2013.
Rose recibió la Orden del Mérito del European Tour en 2007 y resultó segundo en 2012 y tercero en 2013, logrando en total siete victorias y 52 top 10. En el PGA Tour logró 9 triunfos y 59 top 10, quedando séptimo en la lista de ganancias de 2012, octavo en 2013 y noveno en 2009. En 2019 logra vencer en el Farmers Insurance Open en Torrey Pines.
Rose también disputó tres ediciones de la Copa Ryder con la selección europea, logrando 10 victorias en 14 partidos. Además, participó en la Copa Mundial de Golf con Inglaterra, resultando segundo en 2003 y 2011, tercero en 2002 y cuarto en 2007.

## Trayectoria
Rose se mudó al Reino Unido a la edad de cinco años y se crio en Hampshire, Inglaterra, donde jugó en su juventud en los clubes de Tylney Park y Hartley Wintney. Con 17 años, resultó cuarto en el Abierto Británico a dos golpes del campeón, obteniendo la medalla de plata al mejor amateur. El golfista se convirtió en profesional al día siguiente.
Disputó 16 torneos del European Tour de 1999 y 28 en 2000, sin lograr ningún top 10. En la temporada 2001 consiguió dos segundos lugares y cuatro top 10, quedando así 33º en la Orden del Mérito. En 2002 triunfó en el Campeonato Alfred Dunhill y el Masters Británico, resultó quinto en el WGC-Bridgestone Invitational y acumuló siete top 10 en 25 torneos. Por tanto, se ubicó noveno en la clasificación general.
Este golfista obtuvo seis top 10 en el European Tour de 2003, por lo que terminó 25º en la Orden del Mérito. En paralelo, compitió regularmente en el PGA Tour, donde superó nueve cortes en 11 apariciones. Ese año resultó tercero en el Campeonato Deutsche Bank y quinto en el Abierto de los Estados Unidos.
En 2004, Rose compitió en 13 torneos del European Tour, sin lograr ningún top 10. Pero logró cuatro top 10, diez top 25 y 18 cortes superados en el PGA Tour, quedando ubicado en la 62.ª posición. Sus mejores resultados fueron tercero en Hartford y Walt Disney World y sexto en Greensboro.
El inglés disputó únicamente el PGA Tour en 2005. Logró tres top 10, 11 top 25 y 22 cortes superados, lo que le colocó 55.º en la lista de ganancias. En 2006, consiguió un segundo lugar en el Abierto de Texas, dos cuartos en el Deutsche Bank y Walt Disney World, 11 top 25 y 21 cortes superados. Así, culminó el año en el 47.º puesto en la lista de ganancias.
Rose volvió a disputar el European Tour en la temporada 2007. Ganó el Masters Australiano y el Volvo Masters, y alcanzó tres segundos lugares y nueve top 10. De este modo, rexcibió la Orden del Mérito frente a Ernie Els, Pádraig Harrington y Henrik Stenson. También disputó 16 torneos del PGA Tour, donde obtuvo seis top 5 y 11 top 25, por lo que terminó 19º en la lista de ganancias. Ese año fue segundo en el WGC-Bridgestone Invitational y el Campeonato Británico de la PGA, y quinto en el Masters de Augusta, el WGC-Match Play y el Campeonato BMW.
En el PGA Tour de 2008, Rose consiguió seis top 25 en 15 torneos, quedando así 99.º en la lista de ganancias. Ese año fue segundo en el Memorial Tournament y noveno en el Campeonato de la PGA. También jugó en 14 torneos del European Tour, logrando dos top 10 y el 81.er en puesto en la clasificación general.
Este golfista inglés resultó 52.º en el European Tour de 2009, destacándose un segundo lugar en el Clásico del Desierto de Dubái. En el PGA Tour, consiguió dos top 5 y ocho top 10, terminando 83.º en la lista de ganancias.
Rose volvió a centrarse en el PGA Tour en 2010. Triunfó en el Memorial Tournament y el AT&T National, terminó tercero en el Honda Classic y logró 12 top 25 en 22 torneos. De esta manera, se colocó 9° en la lista de ganancias. Por otra parte, resultó décimo en el Campeonato Británico de la PGA.
En 2011, Rose obtuvo el primer puesto en el Campeonato BMW, el tercero en el Arnold Palmer Invitational, cinco top 10, 12 top 25 y 18 cortes superados. Por tanto, resultó 18º en la lista de ganancias del PGA Tour y quinto en los playoffs. También disputó 13 torneos del European Tour, obteniendo un séptimo lugar en el WGC-HSBC Champions, quedando así en el 55.º puesto en el Camino a Dubái.
Este golfista siguió disputando ambos circuitos en la temporada 2012. En el PGA Tour, ganó el WGC-Campeonato Cadillac, terminó segundo en el Tour Championship, tercero en el Campeonato de la PGA, quinto en el WGC-Bridgestone Invitational y el Honda Classic, octavo en el Masters de Augusta y el Memorial Tournament, y décimo en Nueva Orleand. Eso lo colocó 7° en la lista de ganancias y 6° en los playoffs. En tanto, logró nueve top 10 en el European Tour, destacándose dos segundos lugares en el Campeonato Británico de la PGA y el Campeonato Mundial de Dubái, por lo que resultó segundo en el Camino a Dubái por detrás de Rory McIlroy. También en 2012, ganó la Final Mundial de Golf ante Lee Westwood y Tiger Woods entre otros.
Rose obtuvo el Abierto de los Estados Unidos de 2013 delante de Phil Mickelson y Jason Day. Además, obtuvo el segundo lugar en el Barclays y el Arnold Palmer Invitational, el cuarto en el Honda Classic, el sexto en el Tour Championship y el octavo en el WGC-Cadillac Championship y el Memorial Tournament. Así, resultó 8° en la lista de ganancias y 10° en los playoffs. También participó en 13 torneos del PGA Tour, resultando segundo en el Campeonato de Abu Dabi de Golf, tercero en el Abierto de Turquía, quinto en el WGC-HSBC Champions y décimo en el Campeonato Mundial de Dubái. Así, se ubicó tercero en el Camino a Dubái por detrás de Stenson e Ian Poulter.
En la temporada 2014 del PGA Tour, Rose ganó el Quicken Loans National, terminó cuarto en el Players Championship, el WGC-Bridgestone Invitational y el Tour Championship, y quinto en Quail Hollow. Con un total de ocho top 10 y 13 top 25, el golfista se colocó 15º en la lista de ganancias. Por otra parte, ganó el Abierto de Escocia, fue segundo en el Campeonato Mundial de Dubái, cuarto en el Masters de China y séptimo en el Nedbank Golf Challenge. Esto le permitió finalizar 3° en la lista de ganancias del European Tour, por detrás de McIlroy y Stenson.
En el PGA Tour 2015, el inglés ganó en Nueva Orleans, fue segundo en el Masters de Augusta, el Memorial Tournament y el Tour Championship, tercero en el WGC-Bridgetstone Invitational, cuarto en el Campeonato de la PGA y Washington, y sexto en el Abierto Británico. A fines de año, obtuvo el primer puesto en el Abierto de Hong Kong y el séptimo en el Masters de Shanghái.
Rose consiguió en el PGA Tour 2016 un tercer puesto en Quail Hollow, un sexto en Napa Valley y Pebble Beach, un noveno en el Arnold Palmer Invitational y un décimo en el Masters de Augusta. Por otra parte, ganó la medalla de oro en los Juegos Olímpicos de Río de Janeiro 2016, en el regreso de este deporte a las justas desde San Luis 1904.

### Resultados en Majors
| Torneo               | 1998   | 1999 |
| -------------------- | ------ | ---- |
| Masters de Augusta   | -      | -    |
| Campeonato de la PGA | -      | -    |
| U. S. Open           | -      | -    |
| Abierto Británico    | T4(LA) | CUT  |

| Torneo               | 2000 | 2001 | 2002 | 2003 | 2004 | 2005 | 2006 | 2007 | 2008 | 2009 |
| -------------------- | ---- | ---- | ---- | ---- | ---- | ---- | ---- | ---- | ---- | ---- |
| Masters de Augusta   | -    | -    | -    | T39  | T22  | -    | -    | T5   | T36  | T20  |
| Campeonato de la PGA | -    | -    | T23  | CUT  | CUT  | -    | T41  | T12  | T9   | CUT  |
| U. S. Open           | -    | -    | -    | T5   | CUT  | -    | -    | T10  | CUT  | CUT  |
| Abierto Británico    | -    | T30  | T22  | CUT  | -    | -    | -    | 12   | T70  | T13  |

| Torneo               | 2010 | 2011 | 2012 | 2013 | 2014 | 2015 | 2016 | 2017 | 2018 | 2019 |
| -------------------- | ---- | ---- | ---- | ---- | ---- | ---- | ---- | ---- | ---- | ---- |
| Masters de Augusta   | -    | T11  | T8   | T25  | T14  | T2   | T10  | 2    | T12  | CUT  |
| Campeonato de la PGA | CUT  | CUT  | T3   | T33  | T24  | T4   | T22  | CUT  | T19  | T29  |
| U. S. Open           | T40  | CUT  | T21  | 1    | T12  | T27  | CUT  | CUT  | T10  | T3   |
| Abierto Británico    | CUT  | T44  | CUT  | CUT  | T23  | T6   | T22  | T54  | T2   | T20  |

| Torneo               | 2020 | 2021 | 2022 | 2023 | 2024 | 2025 | 2026 | 2027 | 2028 | 2029 |
| -------------------- | ---- | ---- | ---- | ---- | ---- | ---- | ---- | ---- | ---- | ---- |
| Masters de Augusta   | T23  |      |      |      |      |      |      |      |      |      |
| Campeonato de la PGA | T9   |      |      |      |      |      |      |      |      |      |
| U. S. Open           | CUT  |      |      |      |      |      |      |      |      |      |
| Abierto Británico    | ND   |      |      |      |      |      |      |      |      |      |

(LA) = Mejor Amateur
CUT = No pasó el corte
"T" = Empatado con otros
Ret. = Retirado
ND = No Disputado
Fondo verde indica victoria. Fondo amarillo, puesto entre los diez primeros (top ten).